# Poisson d'avril (Les Simpson)
Pour les articles homonymes, voir Poisson d'avril (homonymie).
Poisson d'avril (So It's Come To This: A Simpsons Clip Show) est le 18e épisode de la saison 4 de la série télévisée d'animation Les Simpson.

## Synopsis
L'épisode commence le jour du 1er avril, Homer ne s'arrête pas de piéger son fils Bart, lui bandant les yeux pendant qu'il dort pour lui faire croire qu'il est devenu aveugle, faisant tourner son lait, etc. Celui-ci promet qu'il se vengera avant la fin de la journée. Il réfléchit à un canular et a l'idée de secouer une bière pour que son père soit aspergé au moment de boire. Toutefois, la canette a tellement été secouée que la maison explose lorsque Homer l'ouvre. Ce dernier est immédiatement transporté d'urgence à l'hôpital, où il tombe dans le coma après s'être fait écraser par un distributeur de friandises.
La famille Simpson, réunie autour du lit, se remémore ses souvenirs...

## Anecdotes
- Cet épisode est le premier à être basé sur des flash-backs (ou Best-of) d'anciens épisodes.
- L'épisode comporte une compilation de 32 D'oh!.
- La scène des D'oh! montre plusieurs fois les mêmes D'oh!.
- L'animation de la chute dans le ravin, qui fait référence à l'épisode Le Saut de la mort, a été refaite. Dans l'épisode original, on ne voit pas Homer, lorsqu'il retombe de la falaise.